# Parasymbellia undulata
Parasymbellia undulata är en insektsart som beskrevs av Marius Descamps 1964. Parasymbellia undulata ingår i släktet Parasymbellia och familjen Euschmidtiidae. Inga underarter finns listade i Catalogue of Life.